# 烏来温泉

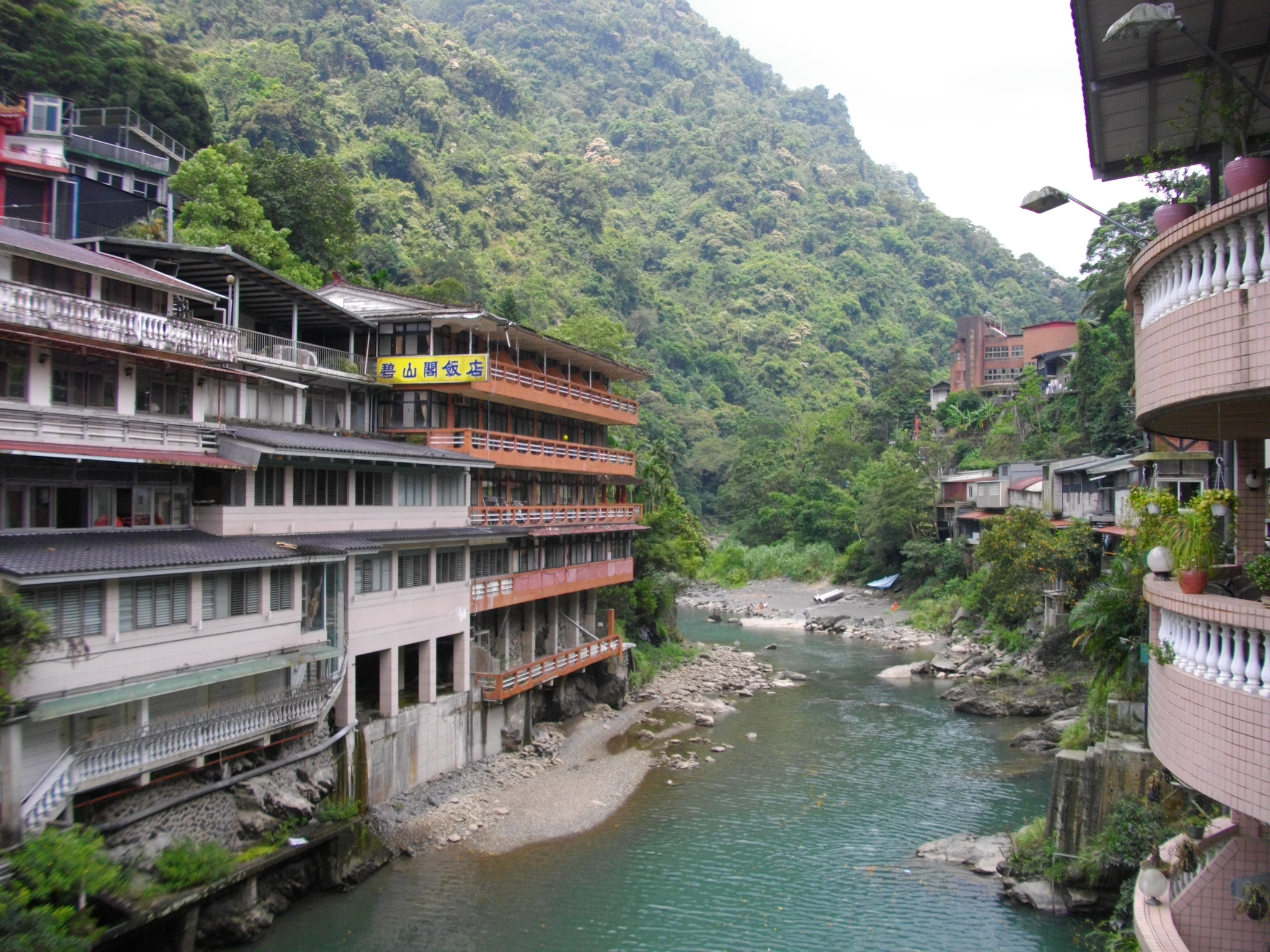
烏来温泉

烏来温泉（うらいおんせん、ウライおんせん、中国語:烏來溫泉 拼音: Wūlái wēnquán）は、台湾新北市烏来区にある温泉。

## 概要
烏来温泉のある烏来区（旧台北県烏来郷）は、もともと台湾の原住民族のタイヤル族（アタヤル族）が暮らしていた地域で、現在も住民の約30％がタイヤル族である。「烏来」（Wulay）とは、タイヤル語で「温泉」を意味する。桶後渓と南勢渓に合流する周辺に温泉街が広がっている。地区のホテルや日帰り入浴施設は個室や家族風呂が主体で、食事とセットにしたコースを設定している例も多いが、水着着用のスパを設けている例もある。
南勢渓の左岸には水着着用の無料露天風呂があり誰でも利用できたが、水利法に違反するとして2017年5月18日に新北市政府によって撤去された。

## 泉質
弱酸性炭酸泉。pH6.90-6.92。

## アクセス
- 台北駅南南東の青島（西）路から新店客運バスで約1時間20分（3段料金）、途中の台北捷運（MRT）新店線新店駅からは約30分（1段料金）、終点の烏来下車（2013年4月現在1段分の料金は15台湾ドル）。